# Mirjam van Laar
Mirjam van Laar (24 september 1956) is een voormalige Nederlandse atlete. Ze was een meerkampster en hoogspringster. Ze was houdster van het Nederlands record hoogspringen zowel indoor als in de open lucht.
Mirjam van Laar was lerares lichamelijke opvoeding. Ze was aangesloten bij de atletiekclub Achilles-Top in Kerkrade.

## Loopbaan
Tijdens de vijfkamp in Sittard in het weekend van 30 en 31 juli 1977 evenaarde Van Laar het Nederlands record hoogspringen in de open lucht (1,88 m). Dat record zou pas in 2013 verbeterd worden door Nadine Broersen (1,89 op 11 mei 2013). Van Laar werd verkozen tot KNAU-atlete van het jaar van 1977.
Ze werd houdster van het Nederlands record hoogspringen indoor met dezelfde hoogte (1,88) op 11 maart 1978 tijdens de Europese indoorkampioenschappen in Milaan. Dat was goed voor de vijfde plaats. Haar record werd geëvenaard door Ella Wijnants in 1983, Monique van der Weide in 1990 en Karin Ruckstuhl in 2007, en pas verbeterd tot 1,92 door Remona Fransen in de vijfkamp op de EK indoor van 2011 in Parijs.
Van Laar hoopte zich te kwalificeren voor de Olympische Spelen van 1980 in Moskou, maar slaagde daar niet in. Ze kreeg in november 1980 vanwege rugproblemen het medisch advies om te stoppen met de topsport.

## Nederlandse kampioenschappen
Outdoor
| Onderdeel    | Jaar       |
| ------------ | ---------- |
| hoogspringen | 1977, 1978 |

Indoor
| Onderdeel    | Jaar       |
| ------------ | ---------- |
| hoogspringen | 1974, 1978 |

## Persoonlijke records
| Onderdeel              | Prestatie      | Datum         | Plaats  |
| ---------------------- | -------------- | ------------- | ------- |
| hoogspringen (outdoor) | 1,88 m (ex-NR) | 31 juli 1977  | Sittard |
| hoogspringen (indoor)  | 1,88 m (ex-NR) | 11 maart 1978 | Milaan  |

## Onderscheidingen
- KNAU-atlete van het jaar - 1977